# Dominikanski samostan i crkva sv. Marije od Milosrđa na Šćedru
Dominikanska crkva i samostan nalaze se umjestu Mostir, na sjeveru otoka Šćedra. Upravno pripadaju selu Pitve na Hvaru, općina Jelsa.

## Opis
Crkva i dominikanski samostan sagrađeni su u 15. i 16. stoljeću. Stara crkva sv. Marije koja je spojena sa samostanskom crkvom romanička je građevina iz 12. i 13. stoljeća. Crkva je jednobrodna građevina s četverokutnom apsidom, usmjerena u pravcu istok - zapad. Uz crkvu je postojao dominikanski samostan, no danas su sačuvani samo perimetralni zidovi. Zvonik je sagrađen u 18. stoljeću, u gornjoj je zoni porušen, dok su uzdužni zidovi i svod crkve znatno oštećeni.

## Zaštita
Pod oznakom Z-5097 zavedeni su kao nepokretno kulturno dobro - pojedinačno, pravna statusa zaštićena kulturnog dobra, klasificirano kao "sakralna graditeljska baština".